# 1기 SK가스배 신예프로10걸전
1기 유공가스배 신예프로10걸전은 한국기원이 주관하고 경향신문이 주최하여 유공 가스(現 SK 가스)가 후원하며, 본원 소속 만 25세 이하 5단 이하 전문기사로 참가한 신예 기전이다. 결승에서는 안조영 三단이 김영삼 三단을 꺾고 우승을 차지했다.

## 순위결정전
| 최종 순위전 | A조             | 전적 | 전적 | B조         |
| ----------- | --------------- | ---- | ---- | ----------- |
| 최종 결승전 | 김영삼 二단     | 패   | 승   | 안조영 三단 |
| 3~4위전     | 이정우 二단     | 패   | 승   | 김명완 三단 |
| 5~6위전     | 박지훈(小) 二단 | 패   | 승   | 최명훈 六단 |
| 7~8위전     | 이상훈(大) 四단 | 승   | 패   | 이현욱 二단 |
| 9~10위전    | 노준환 四단     | 승   | 패   | 양건 四단   |

### 대국 결과
| 대진                    | 연도   | 대국일자 | 승자            | 패자            | 결과             | 기보 |
| ----------------------- | ------ | -------- | --------------- | --------------- | ---------------- | ---- |
| A조 4국 5국             | 1997년 | 1월 14일 | 박지훈(大) 初단 | 이정우 初단     | 248수 흑 반집승  |      |
| B조 4국 8국             | 1997년 | 2월 19일 | 안조영 三단     | 최명훈 五단     | 227수 흑 불계승  |      |
| A조 7국 15국            | 1997년 | 5월 19일 | 김영삼 二단     | 박지훈(大) 初단 | 223수 흑 불계승  |      |
| B조 결승진출 동률재대국 | 1997년 | 7월 28일 | 안조영 三단     | 김명완 三단     | 199수 흑 불계승  |      |
| 9~10위전                | 1997년 | 8월 19일 | 노준환 四단     | 양건 四단       | 196수 흑 불계승  |      |
| 7~8위전                 | 1997년 | 8월 20일 | 이상훈(大) 四단 | 이현욱 二단     | 133수 흑 불계승  |      |
| 5~6위전                 | 1997년 | 9월 12일 | 최명훈 六단     | 박지훈(小) 二단 | 196수 백 불계승  |      |
| 3~4위전                 | 1997년 | 9월 12일 | 김명완 三단     | 이정우 二단     | 292수 백 1집반승 |      |
| 최종 결승전             | 1997년 | 9월 19일 | 안조영 三단     | 김영삼 二단     | 182수 백 불계승  |      |